# Seek & Destroy
Seek and Destroy er det niende nummer på Metallicas album Kill 'Em All fra 1983. Den er skrevet af James Hetfield og Lars Ulrich. Sangen er jævnligt blevet spillet ved koncerter siden dens debut i 1982.
Sangen blev en fanfavorit og har været spillet til stort set alle Metallica koncerter siden de startede. Nogle gange er den blevet spillet som afslutningsnummer til deres liveoptrædener, med James Hetfield der ofte får publikum til at synge med på linjen "Seek & Destroy".
Sangen handler om trangen til at dræbe. Teksten kan måske tolkes som at det er ikke forkert at dræbe men det er en hævn mod nogle der virkelig fortjente det.
En optræden med Cliff Burton på bas i 1985 er at finde på DVD'en Cliff 'Em All. Nyere liveversioner kan findes på Live Shit boxsettet og Cunning Stunts DVD'en.
Seek & Destroy findes også på B-siden af Jump In The Fire maxi-singlen sammen med Phantom Lord, der tilsyneladende skulle være en live udgave, men det er studieindspilninger hvor der er lagt falsk publikum-støj på.
Kirk Hammett har siden indrømmet og undskyldt den upassende tone i strengbendet der er 3:46 minutter inde i sangen under soloen, som faktisk er en fejl.